# Aphodius brasiliensis
Aphodius brasiliensis là một loài bọ cánh cứng trong họ Scarabaeidae. Loài này được Laporte de Castelnau miêu tả khoa học năm 1840.